# Urtica pseudomagellanica
Urtica pseudomagellanica är en nässelväxtart som beskrevs av D. V. Geltman. Urtica pseudomagellanica ingår i släktet nässlor, och familjen nässelväxter. Inga underarter finns listade i Catalogue of Life.